# 史蒂芬·帕多克
史蒂芬·克雷格·帕多克（英語：Stephen Craig Paddock；1953年4月9日—2017年10月1日 ），是2017年拉斯維加斯襲擊的主謀 。2017年10月1日拉斯維加斯大道一個音樂節，他從曼德勒海灣度假村三十二樓的房間內，用修改後的半自動步槍射向約22,000名觀眾的音樂演奏會。帕多克在房間內開槍自殺，事件超過了2016年奥兰多夜店枪击案，成為美國史上最致命的槍擊案，60人死亡（不包括帕多克本人），行兇動機至今仍不明。

## 簡歷
帕多克出生於愛荷華州的柯林頓市，在家中排行老四他在1967年完成在柏德中學(在洛杉磯)的學業，後畢業於約翰H.法蘭西斯理工高中，然後在1977年取得加州州立大學北嶺分校商業管理學位。他的父親是班哈明˙華斯基˙帕多克是銀行搶匪，在帕多克七歲的時候被逮捕。班哈明被定罪後卻在1969年逃獄，之後便出現在FBI的緝捕名單上，而那個時候帕多克只有15歲。他的弟弟艾瑞克說，他們對父親所知不多，因為他很少跟他們在一起。
在1975到1985年之間，他在聯邦政府工作。在1976到1978年，他在美國郵政署當郵差。之後，一直到1984年，連續六年他都在國稅局擔任專員。他在這段期間的工作也不是這麼單純，他和他的兄弟曾經經營一家不動產公司，在1970到2000年早期，在洛杉磯擁有多筆不動產；他也經營出租業，他的親戚說他的身價至少值200萬美元。
帕多克同時也是一名狂熱的賭徒，他討厭陽光，習慣過著夜貓子的生活-在夜間賭博並在白天呼呼大睡。
在2017年10月1日，晚間十點零五分，帕多克從旅館的窗戶對著與會的民眾開火，造成58人死亡和851人受傷。

## 拉斯維加斯襲擊
在案發六天前的9月25日，他就已經入住曼德勒海灣大飯店，隨身攜帶了十個背包和一部電腦。事实上，案發時警方發現現場有23支不同型號的來福槍(四支 DDM4 rifles,三支 FN-15 rifles, 一支 AR-15 rifle with forward front grip, 一支 .308-caliber AR-10 battle rifle, 一支 AK-47和最少一支的 made-to-order LMT rifle)和一支手槍，其中兩支來福槍還配有高品質的瞄準鏡，總價十分昂貴。
9月28日，他搬進了可以俯瞰整個廣場的轉角房間，並待了整整三天。
10月1日晚間，在帕多克開槍的前幾分鐘，他在他房外的推車上設置了嬰兒專用的監視器，事實上，他透過門發射了近200發子彈，並射傷了一個試圖衝進第32層樓的保全。
晚間10:05時，整整十分鐘，他開始向下面的觀眾射擊數百發子彈。晚間10:15時，停止射擊，射擊動機不明。根據當局在案發後重建的事情經過可以得知，晚間10:17時，兩個警察率先抵達第32層樓，一分鐘後他的房門的位置就曝光了。在10:26和10:30之間，支援的警力開始清空32樓的走廊。晚間11:20，警方使用炸藥炸開開房門進入房間。一進門，帕多克已舉槍自盡，頭上有彈痕。他的房間除了武器之外，還有一張計算射擊精確度的手寫筆記，包含射程，觀眾距離等等的資訊。
根據警方調查，帕多克是獨自犯案，動機不明，也沒有證據顯示 他相信恐怖主义。